# G. Fred DiBona Jr. Building
G. Fred DiBona Jr. Building – budynek w Filadelfii w USA, zaprojektowany przez WZMH Architects. Jego budowa zakończyła się w 1990 roku. Ma 191 metrów wysokości i 45 pięter. Jest wykorzystywany w celach biurowych. Został wykonany w stylu postmodernistycznym i późnym modernistycznym. Fasada budynku jest wykonana głównie ze szkła.